# Mad Sensi
Mad Sensi es una banda formada paralelamente en el año 2006 algunos miembros del grupo Cañaman.
Presentaron su primer trabajo titulado Power Plant, un doble CD que fue grabado y mezclado en Madrid y Kingston (Jamaica).
En este disco han colaborado DJs y cantantes de Jamaica, Europa, América y África, como Luciano, Warrior King, Lutan Fyah, Mickey General & Cultureman, Chulito Camacho, Hermano L, Benjamin (músico), etc. 

La presentación oficial del disco tuvo lugar el 1 de marzo de 2007 en la sala Copérnico de Madrid.